# Baraxum
Baraxum (também conhecida como Barakhum e Beyuk-Barakhum) é uma vila no Rayon Khachmaz, no Azerbaijão. A vila faz parte do município de Uzunoba.